# Ned Kock
Nereu Florencio „Ned” Kock (1964–) amerikai-brazil filozófus és szociológus. Legismertebb arról, hogy a biológiai értelemben vett evolúció elveit alkalmazza az emberek technológiával, különösen információtechnológiával kapcsolatos viselkedésének megértésére. Népszerű blogot ír az evolúció, statisztika és egészség keresztmetszetéről.